# Jean-Louis Thuillier
Jean-Louis Thuillier (Creil, 22 de abril de 1757 — Paris, 22 de novembro de 1822) foi um botânico francês.